# .tl
.tl ist die länderspezifische Top-Level-Domain (ccTLD) des Staates Demokratische Republik Timor-Leste. Sie wurde am 23. März 2005 bei der Internetbehörde IANA registriert, nachdem die von ihr im Jahr 1997 zugewiesene Top-Level-Domain zunächst acht Jahre lang .tp gelautet hatte. Technisch verwaltet wird die ccTLD von der gemeinnützigen Organisation Council of Country Code Administrators (CoCCA) über Server auf der australischen Weihnachtsinsel.

## Eigenschaften
Insgesamt darf eine .tl-Domain zwischen drei und 63 Zeichen lang sein und nur alphanumerische Zeichen enthalten. Sonderzeichen nach dem Punycode-Verfahren, wie sie von anderen ccTLDs unterstützt werden, sind derzeit noch nicht möglich. In der Regel ist die Konnektierung nach 24 Stunden abgeschlossen. Die Top-Level-Domain steht jedem offen, ein Wohnsitz oder eine Niederlassung im Land sind nicht notwendig. Eine Registrierung in Zusammenhang mit pornographischen Inhalten ist allerdings nicht gestattet.
Die bislang teuerste .tl-Domain war sex.tl, sie wurde im Jahr 2008 für einen Preis von über 3400 US-Dollar verkauft. Gelegentlich wird .tl auch als Abkürzung für Telefon beziehungsweise den englischen Begriff telephone verwendet und tritt damit in Konkurrenz zur Domain .tel, unter der keine vollständigen Websites betrieben werden können. Einige Tiroler Seiten-Betreiber nutzen ebenfalls die Endung .tl.